# Нанус
Нанус (англ. Nanoose) — індіанська резервація в Канаді, у провінції Британська Колумбія, у межах регіонального округу Нанаймо.

## Населення
За даними перепису 2016 року, індіанська резервація нараховувала 230 осіб, показавши зростання на 12,7%, порівняно з 2011-м роком. Середня густина населення становила 326 осіб/км².
З офіційних мов обидвома одночасно володіли 5 жителів, тільки англійською — 230. Усього 5 осіб вважали рідною мовою не одну з офіційних.
Працездатне населення становило 63,6% усього населення, рівень безробіття — 23,8%.

## Клімат
Середня річна температура становить 9,8°C, середня максимальна – 20,1°C, а середня мінімальна – -1,3°C. Середня річна кількість опадів – 1 094 мм.
| Клімат поселення                              | Клімат поселення | Клімат поселення | Клімат поселення | Клімат поселення | Клімат поселення | Клімат поселення | Клімат поселення | Клімат поселення | Клімат поселення | Клімат поселення | Клімат поселення | Клімат поселення | Клімат поселення |
| Показник                                      | Січ.             | Лют.             | Бер.             | Квіт.            | Трав.            | Черв.            | Лип.             | Серп.            | Вер.             | Жовт.            | Лист.            | Груд.            |                  |
| Середній максимум, °C                         | 8,78             | 9,73             | 11,13            | 13,53            | 16,83            | 19,63            | 19,84            | 20,05            | 17,07            | 12,69            | 8,80             | 6,94             |                  |
| Середня температура, °C                       | 3,73             | 4,66             | 6,10             | 8,50             | 11,78            | 14,59            | 17,07            | 17,27            | 14,29            | 9,89             | 6,03             | 4,16             |                  |
| Середній мінімум, °C                          | −1,33            | −0,39            | 1,04             | 3,44             | 6,71             | 9,51             | 14,29            | 14,51            | 11,53            | 7,14             | 3,25             | 1,41             |                  |
| Норма опадів, мм                              | 177              | 114              | 107              | 64               | 47               | 43               | 24               | 34               | 36               | 100              | 176              | 172              |                  |
| Середньомісячна швидкість вітру, м/с          | 3.61             | 3.48             | 3.64             | 3.58             | 3.41             | 3.41             | 3.30             | 3.00             | 2.80             | 3.17             | 3.70             | 3.76             |                  |
| Середньомісячна сонячна радіація, кДж/м²·день | 2994             | 5756             | 9976             | 14893            | 18878            | 20092            | 21169            | 18089            | 13028            | 7059             | 3492             | 2343             |                  |
| --------------------------------------------- | ---------------- | ---------------- | ---------------- | ---------------- | ---------------- | ---------------- | ---------------- | ---------------- | ---------------- | ---------------- | ---------------- | ---------------- | ---------------- |
| Джерело:                                      |                  |                  |                  |                  |                  |                  |                  |                  |                  |                  |                  |                  |                  |